# Abraham Walter Lafferty
Abraham Walter Lafferty (ur. 10 czerwca 1875, zm. 15 stycznia 1964) – amerykański polityk związany z Partią Republikańską.
W latach 1911–1915 przez dwie dwuletnie kadencje Kongresu Stanów Zjednoczonych reprezentował stan Oregon w Izbie Reprezentantów Stanów Zjednoczonych. Najpierw, w latach 1911–1913 przez jedną kadencję był przedstawicielem drugiego okręgu wyborczego w stanie Oregon, a w latach 1911–1913 w kolejnej dwuletniej kadencji reprezentował nowo utworzony trzeci okręg wyborczy w stanie Oregon.